# Claus Tinney
Claus Tinney, geboren als Claus Tiedemans (* 26. Februar 1932 in Nidden auf der Kurischen Nehrung, Litauen) ist ein deutscher Schauspieler, Regisseur, Drehbuchautor und Schriftsteller.

## Leben und Wirken
Tinneys Vater, ein überzeugter Nationalsozialist, war Forstmeister im Landkreis Elchniederung (Ibenhorst) auf der Binnenseite der Kurischen Nehrung in Ostpreußen. Die Sommerferien während des Zweiten Weltkriegs verbrachte Claus Tinney mit seinen drei jüngeren Brüdern auf Einladung Hermann Görings in dessen Haus im Ferienort Nidden (ab 1939 Teil des Deutschen Reiches), das zuvor Thomas Mann gehört hatte. 1944 floh die Familie in den Westen. Tinney begann seine berufliche Laufbahn als Förster im Schwarzwald und wandte sich, noch keine 20 Jahre alt, der Schauspielerei zu. 1956 wirkte er erstmals in einem Fernsehspiel mit. Im Rahmen von Festengagements spielte er auch Theater, so beispielsweise 1959 an Hamburgs Theater im Zimmer und an Berlins Hebbel-Theater. Ebenfalls 1959 präsentierte der Schriftsteller Tinney mit „Studentenstory“ auf der Frankfurter Buchmesse seinen ersten Roman.
Obwohl bis Mitte der 1960er Jahre durch zahlreiche Auftritte in Fernsehproduktionen, darunter auch Serien wie Stahlnetz und Das Haus der Schlangen, regelmäßig präsent, hat sich Tinney vor allem seit 1968 dank seiner Mitwirkung in einer beträchtlichen Anzahl an Sexfilmen (darunter diverse Ausgaben des Schulmädchen-Reports) einen Namen gemacht. Bei einigen dieser Werke wie Und mehrmals täglich quietschen die Matratzen und Auch Ninotschka zieht ihr Höschen aus führte er in den 1970er Jahren auch Regie. Dabei nutzte Tinney bisweilen das Pseudonym Klaus Krause.
Ab Ende der 1980er Jahre hatte Tinney eine durchgehende Rolle in mehreren Folgen der ZDF-Vorabendserie Forsthaus Falkenau. Mitte der 1990er Jahre zog er sich aus dem Fernsehen zurück. Sein Hauptbetätigungsfeld wurde das Schreiben von Drehbüchern (darunter mehrere Filme der Reihe Eine Liebe auf Mallorca) und Bühnenstücken (wie das Lustspiel Ich hör so gern die Amseln singen).

## Filmografie
Als Schauspieler
- 1956: Möwen über Sorrent
- 1957: Der Tod des Sokrates
- 1958: Wie es euch gefällt
- 1958: Stahlnetz: Mordfall Oberhausen
- 1959: Stahlnetz: Treffpunkt Bahnhof Zoo
- 1961: Zwei unter Millionen
- 1962: Frauenarzt Dr. Sibelius
- 1962: Das Testament des Dr. Mabuse
- 1964: Das Haus der Schlangen (Serie)
- 1964: Das Kaffeehaus
- 1964: Hafenpolizei (eine Folge)
- 1965: Die Katze im Sack
- 1966: Das Quiller-Memorandum – Gefahr aus dem Dunkel (The Quiller Memorandum)
- 1966: Schwarzer Markt der Liebe
- 1967: Das Kriminalmuseum (Folge 28 "Die Reisetasche")
- 1967: Heißes Pflaster Köln
- 1967: Dynamit in grüner Seide
- 1968: Der Arzt von St. Pauli
- 1968: Die Nichten der Frau Oberst
- 1969: Die Neffen des Herrn General
- 1970: Schwarzer Nerz auf zarter Haut
- 1970: Porno Baby
- 1970: Scher dich zum Teufel, mein Engel
- 1971: Der lüsterne Türke
- 1971: Bettkarriere
- 1972: Die dressierte Frau
- 1972: Hausfrauen-Report 3
- 1972: Lehrmädchen-Report
- 1972: Krankenschwestern-Report
- 1972: Hausfrauen-Report international
- 1973: Und mehrmals täglich quietschen die Matratzen
- 1973: Sex-Träume-Report
- 1973: Auch Ninotschka zieht ihr Höschen aus
- 1974: Schulmädchen-Report. 7. Teil: Doch das Herz muß dabei sein
- 1974: Schulmädchen-Report. 8. Teil: Was Eltern nie erfahren dürfen
- 1974: Magdalena – vom Teufel besessen
- 1975: Schulmädchen-Report. 9. Teil: Reifeprüfung vor dem Abitur
- 1975: Mannequin (Kurzfilm)
- 1976: Schulmädchen-Report. 10. Teil: Irgendwann fängt jede an
- 1977: Schulmädchen-Report. 11. Teil: Probieren geht über Studieren
- 1977: Die munteren Sexspiele unserer Nachbarn
- 1978: Schulmädchen-Report. 12. Teil: Junge Mädchen brauchen Liebe
- 1979: Kreuzberger Liebesnächte
- 1983: Drei Damen vom Grill (zwei Folgen)
- 1988: Die Schwarzwaldklinik (eine Folge)
- 1989–1991: Forsthaus Falkenau (Serie)
- 1995: Ein unvergeßliches Wochenende … am Tegernsee

Als Regisseur und Drehbuchautor
- 1971: Großstadtprärie
- 1973: Und mehrmals täglich quietschen die Matratzen
- 1973: Auch Ninotschka zieht ihr Höschen aus
- 1979: Nackt und heiß auf Mykonos
- 1979: Kreuzberger Liebesnächte

Als Drehbuchautor
- 1967: Heißes Pflaster Köln (Kino)
- 1969: Die Nichten der Frau Oberst 2. Teil – Mein Bett ist meine Burg (Kino)
- 1970: Scher dich zum Teufel, mein Engel
- 1971: Bettkarriere (Kino)
- 1982: Rendezvous der Damen
- 1983: Das Traumschiff (zwei Segmente bei zwei Folgen)
- 1983: Das Traumschiff: Kenia (November)
- 1989–2000: Forsthaus Falkenau (Serie), diverse Folgen
- 1995: Ein unvergeßliches Wochenende … am Tegernsee
- 1995: Ein unvergeßliches Wochenende … an der Nordsee
- 1999: Eine Liebe auf Mallorca
- 2000: Eine Liebe auf Mallorca 2
- 2001: Eine Liebe auf Mallorca 3
- 2003: Der Job seines Lebens
- 2004: Der Job seines Lebens 2 – Wieder im Amt